# Płotnikowa (rzeka)
Płotnikowa (ros. Плотникова) – rzeka w Rosji, w południowo-zachodniej części półwyspu Kamczatka, lewy dopływ rzeki Bolszaja, do której wpada ok. 58 km od jej ujścia. 
Wypływa z jeziora Naczikinskoje (w rejonie jelizowskim) i płynie początkowo szeroką doliną w kierunku północno-zachodnim, mijając po prawej grzbiet Ganalskij, a po lewej zachodni masyw wulkaniczny. Po 43 kilometrach wpływa do południowej części centralnego obniżenia Kamczatki, i tam skręca niemal pod kątem prostym w lewo, na południe. Poniżej, około 55 km od źródła, przepływa przełomem między grzbietami Sriedinnyj i Chałzan a następnie poniżej ujścia rzeki Bannaja (86 km od źródła), płynie w kierunku zachodnim po równinach rejonu ust´-bolszerieckiego.
Płotnikowa przepływa przez osady i wsie Nacziki, Sokocz i Dalnij, oraz w sąsiedztwie (ok. 1,5-2 km) wsi Apacza; główne dopływy: Bannaja i Karymczina (oba lewe). Ma 134 km długości, a powierzchnia jej dorzecza wynosi 4450 km².
Rzeka odgrywa ważną rolę w reprodukcji łososia pacyficznego: na tarło wpływają do niej czawycza (Oncorhynchus tshawytscha), nerka (Oncorhynchus nerka), keta (Oncorhynchus keta), gorbusza (Oncorhynchus gorbuscha), kiżucz (Oncorhynchus kisutch), golec (Salvelinus), kundża (Salvelinus leucomaenis). Występuje tu też pstrąg tęczowy (Parasalmo mykiss), lipień (Thymallus arcticus pallasi), łosoś kamczacki (Salmon mykiss). Podczas tarła łososia, które odbywa się głównie w środkowym i górnym biegu rzeki, spotykane są tu polujące na ryby niedźwiedzie brunatne (Ursus arctos).